# Festival de Cine por mujeres
El Festival de Cine por mujeres es un certamen cinematográfico que se celebra anualmente en Madrid (España) desde 2018. Su principal objetivo es reducir la desigualdad entre mujeres y hombres en la industria cinematográfica y hacer visible el trabajo y el punto de vista de las mujeres mediante la programación de una selección internacional de largometrajes de ficción, animación y documental dirigidos por mujeres.

## Historia
El festival es una iniciativa que surgió en 2018 de la mano de la gestora cultural Carlota Álvarez Basso y el director y productor de cine Diego Mas Trelles, que lo codirigen desde entonces contando con el apoyo de entidades tanto públicas como privadas. 
Cada edición cuenta con un país invitado con el objetivo de dar una visión de la reciente producción cinematográfica de algún país específico en la sección Focus. En la organización de los Focus celebrados en ediciones anteriores han participado entidades como el Instituto Confucio de Madrid, el China Women’s Film Festival, la Embajada de la República de Polonia y el Instituto Polaco de Cultura, la Embajada de Suiza y el Swiss Film, la Embajada de Suecia, el Swedish Institute y el Swedish Film Institute, entre otras.  
Este 2023 la Sección Focus fue dedicada al cine alemán, con la colaboración de la Embajada de la República Federal Alemana, el Goethe-Institut y German Films.  
La pasada edición en 2022, la Sección Focus estuvo dedicada a la cinematografía de los Países Bajos, con la participación de diversas directoras y expertas reconocidas como Margje de Koning, Esther Bannenberg, Aliona Van der Horst o Urszula Antoniak. La iniciativa contó con la colaboración de la Embajada de los Países Bajos y SEE NL. 
En 2021 el país invitado fue China, con una creciente participación de directoras en una de las más sólidas industrias cinematográficas del mundo. El Focus China contó con la proyección de 6 películas y un total de 7 países, con la presencia de Belén García-Noblejas, representante de China Women´s Film Festival y gestora de proyectos interculturales entre España y Asia, Margaret Chen, presidente del China Club Spain, María Macarro, experta en información y estudios de Asia oriental del Instituto Confucio y con Lisa Zi Xiang, directora de la película 再见, 南屏晚钟 (Un perro ladrando a la luna). Además, gracias a la colaboración del China Women’s Film Festival, se proyectaron 6 películas españolas recientes en los Institutos Cervantes de Beijing, Shanghái y Guangzhou. 
La tercera edición, de 2020, se dedicó a Polonia, país con una reconocida y potente cinematografía hecha por mujeres, y en su Focus contó con la proyección de 3 películas en la Academia de Cine y la presencia (en línea debido a la pandemia) de Agnieszka Zwiefka, directora de Blizny (Scars), Monika Jordan-Młodzianowska, directora de Zelazny most (The Iron Bridge) y Barbara Orlicz-Szczypuła, presidenta de la Krakow Film Foundation y subdirectora del Krakow Film Festival. 
En la segunda edición, de 2019, el país invitado fue Suiza, país ejemplo de buenas prácticas por el resultado de sus recientes políticas de igualdad de género como criterio en las ayudas públicas, implementadas por la Oficina Federal de Cultura del Gobierno mediante el programa La question du genre dans l’encouragement du cinéma. El porcentaje de películas suizas realizadas por mujeres que recibían ayudas públicas era en 2013 del 20%. Cuatro años después de la implementación de dichas políticas las películas realizadas por mujeres que recibieron ayudas fueron un 35%. Suiza contó con la proyección de 6 películas en la sección Focus, 1 en la Sección Competitiva y con la película de clausura, que también fue suiza. Además contó con la presencia de Christine Repond, directora de Vakuum (Vacío), Bettina Oberli, directora de Le vent tourne (El viento gira) y Nadia Dresti, entonces directora de Locarno Pro.
La primera edición, en 2018, se dedicó a Suecia, considerado pionero y modelo por sus políticas de igualdad dentro del sector audiovisual consiguiendo en 2015 que el 50% de películas suecas fueran dirigidas por mujeres. El Focus dedicado al país nórdico contó con la proyección de 6 películas en la sección Focus Suecia y 1 en la Sección Competitiva, y con la presencia de Katja Wik, directora de la película Exfrun (The ex-wife) y de Anna Serner, directora general del Swedish Film Institute.
El festival se estructura como un certamen multisede en el que distintos espacios e instituciones culturales del centro de Madrid acogen cada sección, entre los que están: Palacio de la Prensa (Galas de inauguración y clausura), Cine Estudio del Círculo de Bellas Artes (Competición Internacional), Academia de Cine (Focus del país invitado), Cineteca Madrid (Focus del país invitado y Directoras suecas), Sala Berlanga de la Fundación SGAE (Competición Autoras Españolas), Casa de América  (Directoras latinoamericanas), Casa Árabe de Madrid y Córdoba (Directoras árabes), Institut Français de Madrid (Directoras francesas), Goethe-Institut de Madrid (Directoras alemanas y actividades formativas), Casa de México en España (Directoras mexicanas), Museo Nacional Thyssen-Bornemisza (Creadoras destacadas), Espacio Fundación Telefónica , Sala Alcalá 31 de la Comunidad de Madrid, Universidad Camilo José Cela y Cinemateca Pedro Zerolo (Actividades formativas). Desde la segunda edición el festival cuenta además con una sede en línea en Filmin.es y desde 2020 con la emisión de películas españolas en el canal de televisión local 8madridTV.
La edición de 2021 del festival contó con 138.222 personas entre espectadores presenciales en las salas, espectadores en línea, espectadores de los canales de Filmin y 8madridTV, asistentes a las actividades formativas y medios de comunicación. Se proyectaron un total de 54 largometrajes de 20 países en 19 sedes físicas (entre sedes de proyección y de formación), 1 sede en línea y 1 sede en televisión, de los cuales 39 fueron de ficción, 12 documentales, 3 de animación y 1 serie de animación. En las 54 proyecciones y las 8 actividades formativas del festival participaron un total de 45 invitadas, de las cuales 15 fueron directoras y expertas que acudieron presencialmente a Madrid.
En la edición de 2020 participaron 80 mujeres profesionales del sector y se proyectaron un total de 55 películas, de las cuales 40 largometrajes de ficción, 14 largometrajes documentales, 1 largometraje de animación, y 13 cortometrajes. A estas proyecciones, en las que participaron 8 directoras y profesionales de la industria presencialmente y 5 a través de un vídeo a modo de presentación, asistieron más de 18.000 espectadores presenciales y en línea.
En las dos ediciones celebradas en 2018 y 2019 el festival sumó más de 10 000 asistentes a las proyecciones y las actividades formativas. En la edición de 2018 se proyectaron un total de 29 películas en 8 sedes, de las cuales 25 eran largometrajes de ficción, 3 largometrajes documentales y 1 película de animación. En la edición de 2019 se proyectaron un total de total de 38 películas en 14 sedes, de las cuales 31 largometrajes de ficción, 6 largometrajes documentales,1 largometraje documental animado y 11 piezas de realidad virtual. A lo largo de sus cuatro ediciones celebradas han pasado por el Festival de Cine por Mujeres numerosas profesionales y creadoras de la industria del cine a nivel nacional e internacional, entre las que están Belén Atienza, Teresa Font, Claudia Llosa, Tonie Marshall, Marcela Said, Lucía Gajá, Hanna Slak, Zaida Bergroth, Krista Kosonen, Nadia Dresti, Laura Mora, Amal Ramsis, Chus Gutiérrez, Debra Zimmerman, Shari Frilot, Sophie Winqvist, Maite Ruiz de Austri, Belli Ramírez, Marisa Román, Lucía Garibaldi, Sofía Quirós Úbeda, Sonja Prosenc, Nuria Cubas, Susana Guardiola, Mayi Gutiérrez Cobo, Eva Valiño, Shahrbanoo Sadat, Nathalie Álvarez Mesen, Mariana Barassi, Cecilia Bartolomé, Aránzazu Calleja, Ángeles Cruz, Cecília Felmeri, Eva Gancedo, Paula Hernández, Lara Izagirre, Margarita Ledo, Amaia Merino, Alba Sotorra, Antonio Trashorras y Lisa Zi Xiang. 

## Palmarés
El Festival de Cine por Mujeres otorga varios premios en las diferentes secciones competitivas de su programa contando con un Jurado Internacional. También cuenta con un premio honorífico otorgado por el Comité de Selección del festival. 

#### Premio a una Trayectoria de Cine
- 2023: Catherine Gautier, programadora
- 2022: Isabel Coixet, cineasta española
- 2021: Cecilia Bartolomé, directora de cine, guionista y productora[23]
- 2020: Eva Valiño, sonidista de cine
- 2019: Teresa Font, montadora de cine
- 2018: Belén Atienza, productora de cine

#### Premio a la Mejor Película
- 2022: Estación Catorce de Diana cardozo
- 2021: Un monde (Bélgica) de Laura Wandel[24]
- 2020: The Orphanage[25] (Dinamarca, Alemania, Francia, Luxemburgo, Afganistán y Catar) de Shahrbanoo Sadat
- 2019: Fig Tree[26] (Israel) de Alamork Davidian[27]
- 2018: The Breadwinner[28] (Irlanda) de Nora Twomey[29]

#### Premio a la Mejor Película Española
- 2022: Cinco lobitos de Alauda Ruiz de Azúa
- 2021: Once Upon a Place (España) de Cèlia Novis[24]
- 2020: Rol & Rol[22] (España) de Chus Gutiérrez

#### PremioIberia[30]del Público
- 2019: Premio Iberia del Público: La profesora de parvulario[31] (EE. UU.) de Sara Colangelo[32]

#### Premio Blogos de Oro
- 2019: Premio Blogos de Oro:[33] Fig Tree (Israel) de Alamork Davidian[34]

## Jurado

### Jurado internacional 2023
- Natalia de Molina, actriz
- Ana Endara, directora de cine
- Vicente Molina Foix, escritor y director de cine

### Jurado internacional 2022
- Irene Escolar, actriz
- Ana Katz, actriz, directora de cine y guionista
- Víctor García León, director de cine

### Jurado internacional 2021
- Nathalie Poza, actriz[35]
- Shahrbanoo Sadat (Afganistán), directora de cine y guionista[35]
- Casimiro Torreiro, crítico de cine e historiador[35]

### Jurado internacional 2020
- Lucía Garibaldi (Argentina), directora de cine[36]
- José María Cano, artista plástico y compositor musical[36]
- Chus Gutiérrez, directora de cine[36]

### Jurado internacional 2019
- Shari Frilot[37] (EE. UU.), comisaria jefe de New Frontier en el Festival de Cine de Sundance
- Arantxa Aguirre,[38] directora y guionista de documentales
- Álex Mendíbil,[39] guionista, escritor y programador en Filmoteca Española

### Jurado internacional 2018
- Tomás Cimadevilla,[40] productor y director de cine
- María Rubín,[41] responsable de Cine Español en Movistar+
- Debra Zimmerman[42] (EE. UU.), directora ejecutiva de Women Make Movies